# Trochosa reichardtiana
Trochosa reichardtiana är en spindelart som först beskrevs av Embrik Strand 1916.  Trochosa reichardtiana ingår i släktet Trochosa och familjen vargspindlar. Inga underarter finns listade i Catalogue of Life.